# Hello Vietnam
"Hello Vietnam" là một đĩa đơn ra mắt năm 1965, được viết bởi Tom T. Hall và được thu âm bởi ca sĩ nhạc đồng quê người Mỹ Johnnie Wright, ca sĩ hát bè là vợ của Wright, Kitty Wells. Bài hát nằm trong bảng xếp hạng Billboard Hot Country Singles Mỹ trong 20 tuần, trong đó có ba tuần xếp thứ nhất. Đây là bài hát nổi tiếng nhất của Johnnie Wright trong bảng xếp hạng nhạc đồng quê của Mỹ.

## Nội dung bài hát
Trong thời kỳ này, làn sóng phản đối chiến tranh Việt Nam đang leo thang tại Mỹ và các bảng xếp hạng nhạc pop bị thất thế trước các bài hát về đề tài chiến tranh. Đó cũng là lý do khiến "Hello Vietnam" rất nổi tiếng vào thời điểm đó dù nó có nội dung ủng hộ cuộc chiến. Trích dẫn một đoạn trong bài hát:
| “ | I hope and pray someday the world will learn, that fires we don't put out will bigger burn. We must save freedom now at any cost... or someday our own freedom will be lost. | ” |

Bài hát này được chọn làm nhạc nền mở đầu cho bộ phim nổi tiếng của Mỹ Full Metal Jacket (1987).

## Vị trí trên bảng xếp hạng
| Bảng xếp hạng (1965)               | Vị trí cao nhất |
| ---------------------------------- | --------------- |
| U.S. Billboard Hot Country Singles | 1               |